# 25 Pułk Artylerii Pancernej

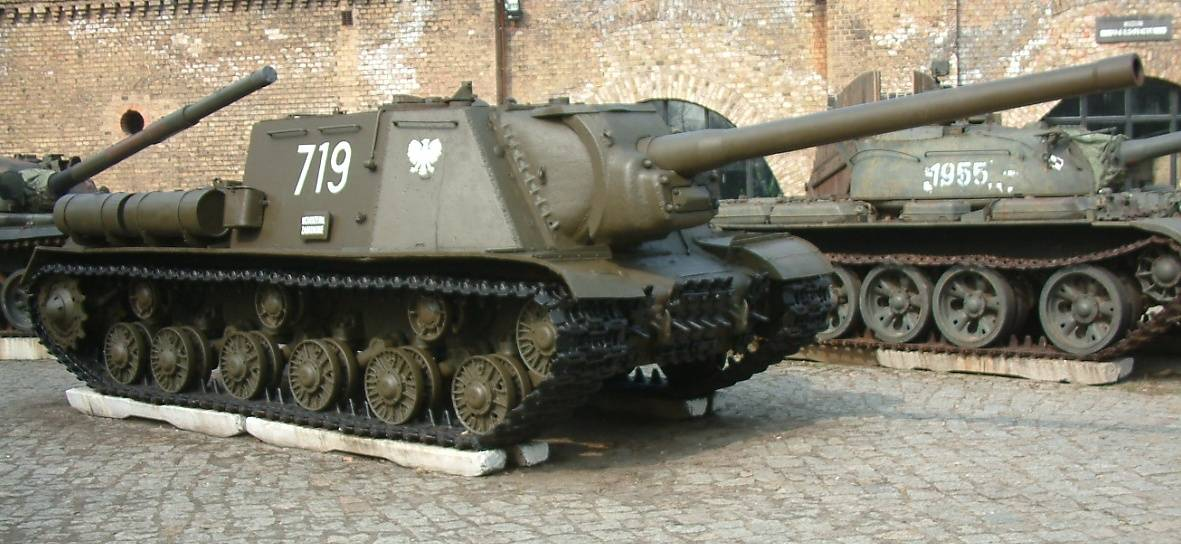
ISU-122 - podstawowe działo pułku

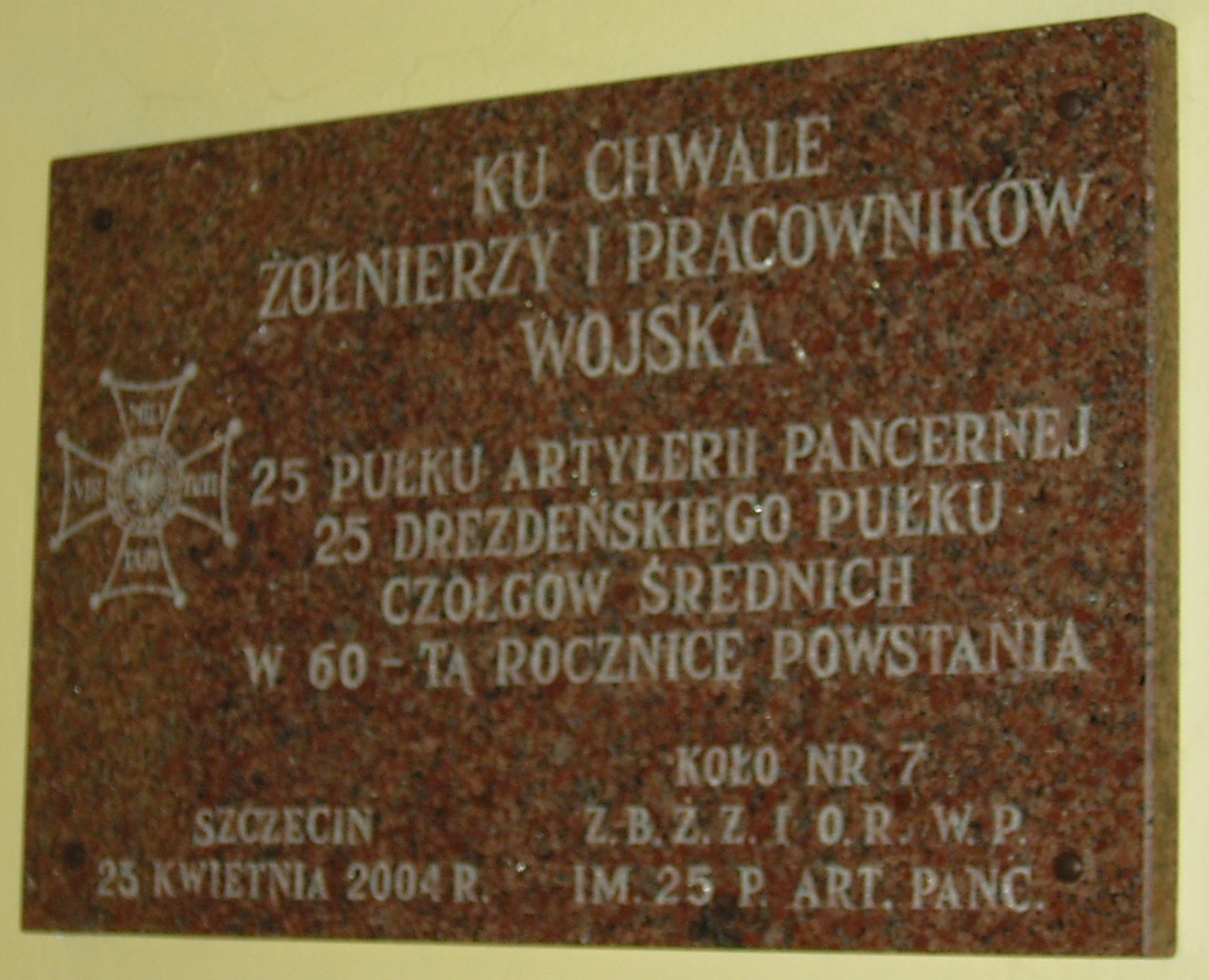
Tablica w kościele garnizonowym w Szczecinie

25 Drezdeński Pułk Artylerii Pancernej – oddział artylerii samobieżnej ludowego Wojska Polskiego.

## Formowanie i zmiany organizacyjne
4 lipca 1944 r. we wsi Wólka Czulczycka pod Chełmem sformowany został 25 pułk artylerii samobieżnej. Jednostka zorganizowana została według sowieckiego etatu nr 010/461, w składzie 1 Korpusu Pancernego. Zaprzysiężenia dokonano prawdopodobnie w październiku 1944.
2 lipca 1946 otrzymał nazwę wyróżniającą „Drezdeński” i został odznaczony Orderem Krzyża Grunwaldu III klasy. 19 lutego 1947 przeformowany na 25 Drezdeński pułk artylerii pancernej. Po wojnie stacjonował w Opolu, a od września 1947 w Żarach. W lipcu 1948 przeszedł do Żagania.
Rozkaz Dowódcy Wojsk Lądowych nr 0013/Panc z 22 kwietnia 1949 nakazywał dowódcy OW-IV w terminie do 1 lipca 1949 rozformować 25 Drezdeński pułk artylerii pancernej. Zgodnie z rozkazem pułk miał przekazać 12 dział ISU-122 wraz z załogami do 6 pułku czołgów i 12 dział ISU-122 wraz z załogami do 2 pułku czołgów.

## Dowódcy pułku
Obsada okresu wojny :
- ppłk Michał Sobolew (od 18 września do 21 października 1944 r.)
- płk Piotr Fizin (od 26 października 1944 do 26 kwietnia 1945 r.)
- ppłk Franciszek Wieliczkiewicz (od 2 maja 1945 do końca wojny)
- płk I. Trofimow[8]

## Struktura i wyposażenie pułku
- dowództwo (jedno działo ISU-122);
- sztab z plutonem dowodzenia (4 transportery Universal Carrier) i plutonem saperów;
- kwatermistrzostwo z kompanią zabezpieczenia technicznego (w składzie plutony transportowy, pluton amunicyjny, pluton remontowy i drużyna gospodarcza) a także z plutonem sanitarnym;
- 4 baterie dział;
- kompania fizylierów (2 plutony fizylierów zmotoryzowanych).

Etatowy stan pułku wynosił 422 żołnierzy, w tym: 94 oficerów, 144 podoficerów i 184 szeregowych.
Na etatowe uzbrojenie i wyposażenie pułku składało się:
- 21 dział pancernych ISU-122;
- 4 transportery opancerzone Universal Carrier;
- 105 karabinów;
- 91 pistoletów maszynowych;
- 4 karabiny maszynowe;
- 2 motocykle;
- 43 różnych samochodów;
- 2 ciągniki ewakuacyjne;
- 2 radiostacje.

## Marsze i działania bojowe
Na mocy rozkazu z 3 lutego 1945 pułk przeszedł z rejonu formowania do Mszczonowa pod Żyrardowem, a następnie 5 marca przemaszerował do rejonu Myśliborza i Dąbrowy, a następnie w okolice Oleśnicy i Dobroszyc, a 7 kwietnia przeszedł do Dobrej pod Bolesławcem. 14 kwietnia pułk zajął stanowiska ogniowe w rejonie Prędowic celem wzięcia udziału w artyleryjskim przygotowaniu, które poprzedziło forsowanie Nysy Łużyckiej.
Na mocy rozkazu z 15 kwietnia pułk otrzymał zadanie wzmocnienia dwiema bateriami 3 Brygady Pancernej i po sforsowaniu Nysy ześrodkować się w rejonie Geheege, następnie zachować gotowość do odparcia przeciwuderzeń nieprzyjaciela z kierunku północnego. 16 kwietnia pułk przekroczył rzekę i przesuwał się w kierunku Biehain, Geheege, Niesky. 18 kwietnia osiągnął Gutta i następnie zajął stanowiska ogniowe w rejonie Moholz, Diehsa. W nocy 21 kwietnia pułk oderwał się od przeciwnika i uderzył w kierunku Diehsa, Welka, Bischofswerda by 22 kwietnia osiągnąć rejon Fischbach, Arnsdorf. Po otrzymaniu rozkazu dowódcy 1 KPanc zawrócił spod Radeberg i przeszedł na stanowiska pod Welka z zadaniem odparcia ataku niemieckiego z kierunku Budziszyna przeprowadzonego 23 kwietnia. 24 kwietnia jedną baterią wzmocnił 3 Brygadę Pancerną, a pozostałymi siłami zajął stanowiska ogniowe w rejonie Kronerstchen, Bochna, Quoos wykonując zadanie niedopuszczenia do przerwania się nieprzyjaciela z kierunku Kaln, Luttowitz. 26 kwietnia został podporządkowany 8 Dywizji Piechoty celem wzmocnienia obrony na odcinku Crostwitz, Grosswelka, Luppen, Lubrau. W tym dniu poległ w walce dowódca pułku płk Piotr Fizin. 28 kwietnia pułk wspierał ogniem jednostki 5 Dywizji Piechoty ze stanowisk w rejonie Konigswartha.
W związku z przygotowaniem do operacji praskiej pułk przeszedł 5 maja do odwodu 1 Korpusu Pancernego i zgrupował się w rejonie Truppen w gotowości do pościgu za nieprzyjacielem w kierunku Bischofswerda. Następnego dnia pułk przeprowadził natarcie na Neustadt, Bad Schandau i 10 maja zgrupował się w rejonie Mělnika. 13 maja otrzymał rozkaz przejścia z Mělnika do Bolesławca, a 18 maja nakazano mu ześrodkowanie się w rejonie Kalisza, gdzie przybył 22 maja i rozmieścił się w m. Dembie.

## Sztandar pułku
Sztandar ufundowany został przez społeczeństwo Mszczonowa. Po jego odbiór na początku kwietnia 1945 roku udała się do Mszczonowa delegacja pułku, która przywiozła sztandar na front.
Opis sztandaru
Płat o wymiarach 116 x 110 cm, obszyty z trzech stron żółtą frędzlą przymocowany do drzewca za pomocą sześciu tasiemek biało-karmazynowych. Drzewce z jasnego politurowanego drewna. Grot w kształcie orła wspartego na mosiężnej gałce.
Strona główna
Na karmazynowym tle aplikowany z białego aksamitu i haftowany srebrno-złotą nicią orzeł. Nad orłem i pod nim napisy haftowane żółtą nicią ze złotym obrzeżeniem: "HONOR I OJCZYZNA 1945 R DAR OBYWATELI M. MSZCZONOWA".
Strona odwrotna;
Na białym tle aplikowany czarny Krzyż Virtuti Militari z obrzeżeniem ze złotej taśmy i ozdobami na rogach. Pośrodku krzyża, na karmazynowym tle w kształcie koła, aplikowany z białego aksamitu i haftowany srebrną nicią, orzeł trzymający w szponach berło i jabłko. Wokół orła napis haftowany pomarańczową nicią: "25 PUŁK ARTYLERII SAMOCHODOWEJ CIĘŻKIEJ". Na ramionach krzyża haftowany napis: "VIRTUTI MILITARI". W rogach haftowane zielono-brązowo-złotą nicią wieńce dębowe

## Tradycje
Zgodnie z rozkaz nr 025/MON z 30 września 1967 w sprawie przekazania jednostkom wojskowym historycznych nazw i numerów oraz ustanowienia dorocznych świąt jednostek Dz. Roz. Tjn. MON Nr 10, poz. 53, tradycje 25 Drezdeńskiego pułku artylerii pancernej przyjął 25 Drezdeński pułk czołgów średnich ze Szczecina.